# Madagaskarbaza
Madagaskarbaza (Aviceda madagascariensis) är en fågel i familjen hökar inom ordningen hökfåglar.

## Utseende
Madagaskarbazan är en rätt anspråkslöst tecknad medelstor brun rovfågel. Den är ytligt sett mycket lik madagaskarvråkejn. I flykten skiljs den åt genpm kraftig bandning under hela vingundersidan samt färre men tjockare tvärband på stjärten. På sittande fågel, notera det lilla runda huvudet med utstickande öga. Madagaskarbazan uppvisar också kraftigt bandat bröst och vit buk, medan hos madagaskarvråken ses det motsatta.

## Utbredning och systematik
Fågeln är endemisk för Madagaskar där den förekommer i skogar och busksnår. Den behandlas som monotypisk, det vill säga att den inte delas in i några underarter.

## Levnadssätt
Madagaskarbazan uppträder i alla typer av skog. Den ses ibland kretsflyga.

## Status och hot
Arten har ett stort utbredningsområde men tros minska i antal, dock inte tillräckligt kraftigt för att den ska betraktas som hotad. Internationella naturvårdsunionen IUCN kategoriserar därför arten som livskraftig (LC).